# Teatro Circo Apolo

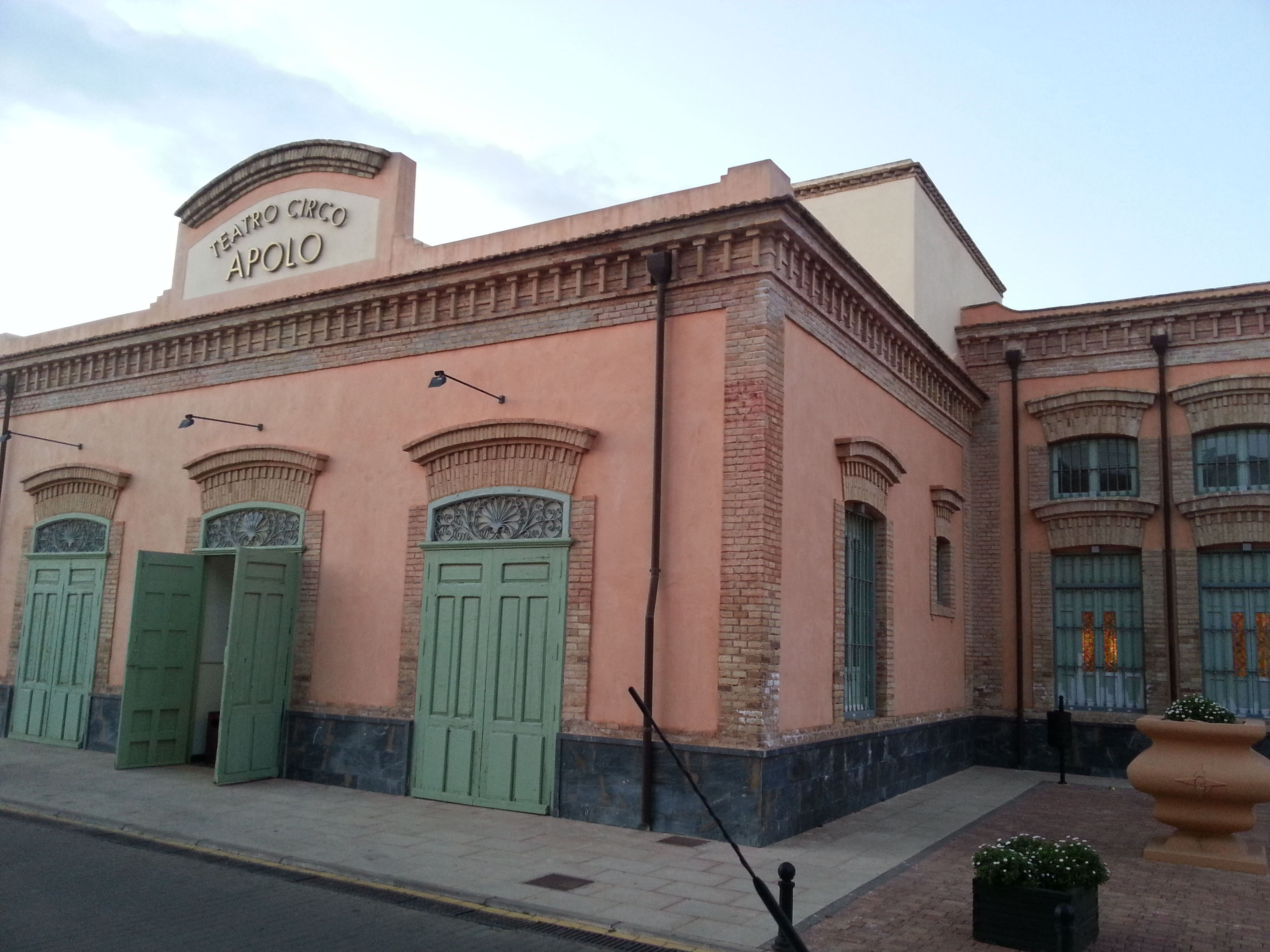
Façana del teatro

El Teatre Apolo, també anomenat Teatre Circ Apolo, és un teatre localitzat en la diputació de El Algar, en el municipi de Cartagena (Regió de Múrcia).
Es tracta d'una obra modernista projectada per l'arquitecte Pedro Cerdán en 1905 i va ser inaugurat el 4 de gener de 1907. Va ser construït en plena expansió de la Serra minera de Cartagena-La Unió.
Es tracta d'un teatre a la italiana amb platea i llotges. Conservava un teló de boca pintat a mà que ha estat recentment restaurat.
El teatre es trobava en molt mal estat de conservació i a la fi dels noranta es va iniciar un procés de restauració a càrrec de la Direcció general de Belles arts de la Regió de Múrcia que ha estat culminat l'any 2009.
A l'estiu de 2009, finalitzades les obres de restauració, el Teatre Apolo es troba a l'espera de la seva imminent inauguració.
Està protegit com Bé d'Interès Cultural (BIC) segons decret del Govern de la Regió de Múrcia de 12 de març de 1998.